# Martin Eberle (Gewichtheber)
Martin Eberle (* 20. Dezember 1930 in Memmingen; † 15. September 1992 in München) war ein deutscher Gewichtheber.

## Leben
Martin Eberle wuchs in Memmingen auf und begann schon in frühester Kindheit beim Turnverein Memmingen mit dem Turnen. Als Jugendlicher entdeckte er seine Kraft und begann mit dem Gewichtheben. Bald erzielte er im schwäbischen und bayerischen Bereich erste Erfolge. 1953 startete er erstmals bei einer deutschen Meisterschaft, konnte sich dabei aber noch nicht im Vorderfeld platzieren. Von 1954 bis 1965 war er regelmäßig bei deutschen Meisterschaften erfolgreich und gewann acht Titel im olympischen Dreikampf. Erfolgreiche Jahre verlebte er auch von 1957 bis 1959 beim AC Schrobenhausen, wohin er gewechselt war. Mit dem Verein von Josef Schnell gewann er 1959 die deutsche Mannschaftsmeisterschaft. Er kam auch zu einigen internationalen Einsätzen. Seine besten Platzierungen waren zwei 5. Plätze bei den Europameisterschaften 1959 und 1963 im Bantam- bzw. Federgewicht (bis 56 u. 60 kg Körpergewicht). Pech hatte er bei der Olympiaqualifikation für die Olympischen Spiele 1960 in Rom, als er bei gleicher Leistung nur auf Grund des etwas höheren Körpergewichtes gegen Hans Reck aus Leipzig unterlag. 1964 gewann Martin Eberle die Ausscheidung im Federgewicht vor Lothar Block, Berlin und vertrat Deutschland bei den Olympischen Spielen 1964 in Tokio. Martin Eberle war ein sehr einsatzfreudiger Athlet, der immer zur Stelle war, wenn er vom Verband gerufen wurde. Er starb mit 61 Jahren nach langer schwerer Krankheit.

## Internationale Erfolge
(OS = Olympische Spiele, WM = Weltmeisterschaften, EM = Europameisterschaften, Ba = Bantamgewicht, Fe = Federgewicht, Le = Leichtgewicht)
- 1956, 10. Platz, EM in Helsinki, Ba, mit 270 kg
- 1958, unplatziert, WM + EM in Stockholm, nach drei ungültigen Versuchen im Drücken
- 1959, 7. Platz, (5. Platz), WM + EM in Warschau, Ba, mit 285 kg
- 1961, 4. Platz, Donaucup, Fe, mit 292,5 kg
- 1961, 13. Platz, (7. Platz), WM + EM in Wien, Fe, mit 307,5 kg
- 1962, 4. Platz, Donaucup, Fe, mit 297,5 kg
- 1963, 7. Platz, (5. Platz), WM + EM in Stockholm, Fe, mit 317,5 kg
- 1964, 11. Platz, OS in Tokio, Fe, mit 335 kg

## Länderkämpfe
- 1956, Deutschland – Frankreich, Ba, 272,5 kg – Marcombes, 265 kg
- 1956, Deutschland – Finnland, Ba, 277,5 kg – Vehkonen, 282,5 kg
- 1957, Deutschland – Frankreich, Ba, 292,5 kg – Marcombes, 282,5 kg
- 1962, Deutschland – Frankreich, Fe, 307,5 kg – Fulla, 312,5 kg
- 1963, Deutschland – Frankreich, Fe, 322,5 kg – Fulla, 322,5 kg
- 1963, Deutschland – Schweden, Fe, 325 kg – Edberg, 300 kg
- 1964, Deutschland – Schweden, Le, 330 kg – Westlin, 340 kg
- 1964, Deutschland – England, Fe, 322,5 kg – Chung, 330 kg

## Deutsche Meisterschaften
- 1953, 12. Platz, Ba, mit 222,5 kg
- 1954, 3. Platz, Ba, mit 252,5 kg, hinter Josef Schuster, München, 272,5 kg und Waldemar Ertl, Regensburg, 267,5 kg
- 1955, 2. Platz, Ba, mit 270 kg, hinter Ertl, 280 kg und vor Alois Jablonski, Hannover, 267,5 kg
- 1956, 2. Platz, Ba, mit 270 kg, hinter Ertl, 297,5 kg und vor Jablonski, 260 kg
- 1957, 1. Platz, Ba, mit 280 kg, vor Werner Schlick, Wemmetsweiler, 265 kg
- 1958, 1. Platz, Ba, mit 302,5 kg, vor Jablonski, 260 kg und Walter Görlitzer, Gelsenkirchen, 257,5 kg
- 1959, 1. Platz, Ba, mit 285 kg, vor Hartmut Wolf, Nürnberg, 275 kg
- 1960, 1. Platz, Fe, mit 305 kg, vor Rudi Seidel, Bornheim, 295 kg und Ertl, 295 kg
- 1961, 1. Platz, Fe, mit 305 kg, vor G. Wartner, Derne, 280 kg
- 1962, 1. Platz, Fe, mit 307,5 kg, vor Gerd Theilenberg, Barmen, 305 kg und Seidel, 292,5 kg
- 1963, 1. Platz, Fe, mit 307,5 kg, vor Klaus Liersch, Mainz, 302,5 kg und Uwe Kliche, Flensburg, 295 kg
- 1964, 1. Platz, Fe, mit 335 kg, vor Kliche, 310 kg und Liersch, 297,5 kg
- 1965, 2. Platz, Fe, mit 332,5 kg, hinter Dieter Rauscher, Kassel, 337,5 kg und vor Rolf Feser, Freiburg im Breisgau, 302,5 kg